# Frédéric Manns
Frédéric Manns OFM (ur. 3 października 1942 w Novej Topoli, zm. 22 grudnia 2021 w Jerozolimie) – francuski biblista, duchowny katolicki, franciszkanin, filolog, poliglota.

## Życiorys
Urodził się 3 października 1942 w Novej Topoli. Należał do francusko-belgijskiej prowincji franciszkanów pod wezwaniem Trzech Towarzyszy. Studiował literaturę klasyczną na uniwersytecie w Lyonie. Studia ukończył w 1964. Dziewięć lat później doktoryzował się we Franciszkańskim Studium Biblijnym w Jerozolimie. Był doktorem Pisma Świętego; egzamin przed Papieską Komisją Biblijną zdał w 1988. Wykładał egzegezę Nowego Testamentu i starożytnej literatury hebrajskiej we Franciszkańskim Studium Biblijnym w Jerozolimie. W latach 1996–2001 pełnił funkcję dziekana tej katolickiej instytucji naukowej.
Specjalizował się w badaniach nad wzajemnymi relacjami judaizmu i chrześcijaństwa pierwszych wieków. Szereg dzieł badacza dotyczy Ewangelii Jana.
W 2008 został powołany jako ekspert komisji watykańskiej przygotowującej XII Zebranie Generalne Synodu Biskupów (Adiutores Secretarii specialis). Biblista był również cenionym przewodnikiem po Ziemi Świętej i krajach biblijnych.
Artykuły naukowe egzegety ukazywały się m.in. na łamach SBF Liber Annuus. Zmarł w klasztorze przy Kościele Biczowania przy Via Dolorosa w Jerozolimie 22 grudnia 2021 roku.

## Publikacje
- Essais sur le judéo-christianisme, FPP, 1977.
- Bibliographie du judéo-christianisme, FPP, 1979.
- Le symbole eau-esprit dans le judaïsme ancien, FPP, 1983.
- Pour lire la Mishna, FPP, 1984.
- La prière d’Israël à l’heure de Jésus, FPP, 1986.
- Le récit de la dormition de la Vierge. Contribution à l’étude des origines de l’exégèse chrétienne, FPP, 1989.
- L’Évangile de Jean à la lumière du judaïsme, FPP, 1991.
- Le judaïsme, milieu et mémoire du Nouveau Testament, FPP, 1992.
- Jésus, fils de David, Mediapaul, 1994.
- Lire la Bible en Église, Mediapaul, 1996.
- L’Israël de Dieu, essai sur le christianisme primitif, FPP, 1996.
- « Là où est l’esprit, là est la liberté », Mediapaul, 1998.
- Une approche juive du Nouveau Testament, Le Cerf, 1999.
- Abba, au risque de la paternité de Dieu, Mediapaul, 1999.
- Le judéo-christianisme, mémoire ou prophétie, Beauchesne, 2000.
- Le midrash, approche et commentaire de l’Écriture, FPP, 2001.
- Les enfants de Rébecca, judaïsme et christianisme aux premiers siècles de notre ère, Mediapaul, 2001.
- L’Évangile de Jean et la sagesse, FPP, 2003.
- Il avait deux fils, judaïsme et christianisme en dialogue, Mediapaul, 2004.
- Heureuse es-tu toi qui as cru. Marie, une femme juive, Presses de la Renaissance, 2005.
- Les racines juives du christianisme, Presses de la Renaissance, 2006.
- Que sait-on de Marie et de la Nativité?, Bayard, 2006.
- Shaoul de Tarsos, l’appel du large, Éditions du Paraclet, 2008.
- Beata colei che ha creduto. Maria, una donna ebrea, Edizioni Terra Santa, Mediolan 2009.
- Jérusalem Antioche Rome, Edizioni Terra Santa, Mediolan 2009.